# Cratere Sevi
Sevi  è un cratere sulla superficie di Marte.